# Paralisia de nervo radial
A paralisia de nervo radial também conhecida como paralisia do sábado à noite consiste na paralisia da extensão dos dedos, fraqueza do punho e alguma perda sensitiva na mão. É consequência da compressão do nervo radial com o osso úmero. O nome paralisia do sábado à noite deriva das bebedeiras nos fins de semana, onde ocorre intoxicação por álcool e a pessoa dorme sobre o braço apoiado na cadeira.
Esta neuropatia também pode ser ocasionada por fraturas, cabeça do parceiro na posição do nervo radial (paralisia dos enamorados), esforço muscular ou outras compressões.